# Parc provincial de la Plage-Parlee
Le parc provincial de la Plage-Parlee est un parc provincial situé à Pointe-du-Chêne, près de Shédiac, au sud-est du Nouveau-Brunswick.

## Histoire
La plage fut construite en 1916, le fruit d'un important projet du gouvernement provincial[réf. nécessaire]. La plage fut nommée ainsi en 1959 en l'honneur de T. Babbitt Parlee (1914-1957), député et ministre des affaires municipales du Nouveau-Brunswick, qui mourut dans un accident d'avion.
En 1989, les Beach Boys donnèrent un concert à la plage qui attira un grand nombre de spectateurs[réf. nécessaire].
Une partie des festivités du premier Congrès mondial acadien ont lieu à la plage en 1994. La prestation de la chanson Réveille par Zachary Richard est considérée comme l'un des moments marquants de la chanson francophone en Amérique du Nord.
Le camping de la Plage-Parlee était traditionnellement confié au secteur privé. À partir de 2011, le ministère du Tourisme, du Patrimoine et de la Culture décide de prendre en charge son exploitation.

## Activités
La plage est située au bord du détroit de Northumberland et est l'une des principales attractions touristiques de la province. C'est une plage surveillée.
Le parc dispose de plusieurs services dont une cantine, un terrain de camping, des terrains de volleyball et des terrains de jeu pour enfants. Un sentier pédestre de 5 kilomètres relie la plage au centre-ville de Shédiac.